# Еруслан
Еруслан (на руски: Еруслан) е река в южната част на Саратовска и североизточната част на Волгоградска област на Русия, последният голям ляв приток на Волга. Дължина 278 km. Площ на водосборния басейн 5570 km².
Река Еруслан води началото си от югозападната част на обширното възвишение Общ Сърт, на 113 m н.в., на 4 km югозападно от село Спартак, в южната част на Саратовска област. По цялото си протежение тече предимно в югозападна посока, в широка и плитка долина, като силно меандрира. В миналото се е вливала отляво в река Волга, при нейния 802 km, а сега се влива в Ерусланския залив на Волгоградското водохранилище, на 9 m н.в., на 4 km западно от село Нови Тихонов в североизточната част на Волгоградска област. Основни притоци: леви – Сольоная Куба (81 km), Торгун (145 km, влива се в Ерусланския залив); десни – Бизюк (51 km). Има смесено подхранване с преобладаване на снежното. Еруслан е типична степна река с ясно изразено пролетно пълноводие и лятно и есенно маловодие, като през лятото на отделни участъци пресъхва. Водите ѝ активно се използват за напояване. По течението ѝ са разположени множество населени места, в т.ч. град Красни Кут в Саратовска област и районният център село Старая Полтавка във Волгоградска област.